# Форжт, Томаш
Томаш Форжт (чеш. Tomáš Fořt; 7 мая 1992, Пльзень, Чехия) — чешский хоккеист, центральный нападающий. Играет за клуб чешской Экстралиги «Злин».

## Карьера
Томаш Форжт начал свою хоккейную карьеру в 2011 году, дебютировав в Экстралиге за «Злин». Позднее играл за клубы первой чешской лиги. В Экстралиге помимо «Злина» также играл за «Оломоуц» в сезоне 2016/17. Прорыв в карьере Томаша Форжта случился в сезоне 2018/19. Он стал игроком 1-го звена в «Злине», играл результативно и обратил на себя внимание тренеров сборной Чехии. Милош Ржига пригласил его к играм за сборную при подготовке к чемпионату мира 2019 года. 10 апреля 2019 года Форжт дебютировал за сборную против команды Австрии: забросив шайбу и сделав голевую передачу он помог чешской сборной одержать победу со счётом 3:1.

## Достижения
Серебряный призёр чемпионата Чехии 2013

## Статистика
Обновлено на конец сезона 2020/2021
- Чешская экстралига — 257 игр, 88 очков (44+44)
- Сборная Чехии — 7 игр, 5 очков (3+2)
- Лига чемпионов — 6 игр, 1 очко (0+1)
- Чешская первая лига — 223 игры, 131 очко (60+71)
- Всего за карьеру — 493 игры, 225 очков (107+118)